# فالكيوزا
فالكيوزا هي بلدية في مدينة تورينو الحضرية، في منطقة بيمنتة الإيطالية، تقع على بعد حوالي 68.1 كيلومتر (42.3 ميل) شمال تورينو . شُكلت في 1 يناير 2019 من خلال اندماج بلديات ميوليانو وتراوسيلا وفيكو كانافيزي.